# Configuración mexicana

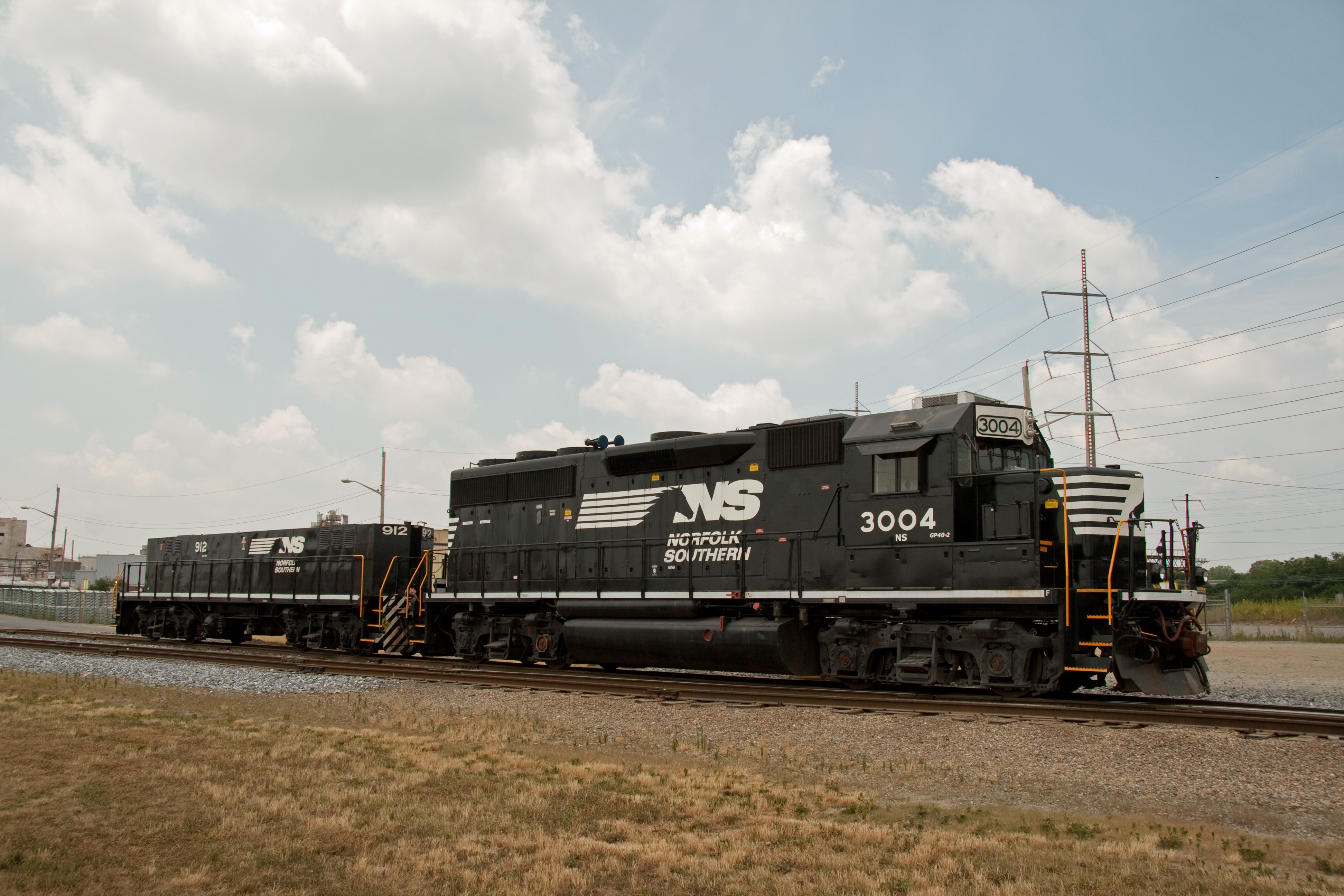
Dos locomotoras en configuración mexicana: una locomotora EMD GP40-2 actuando como madre, y un slug RP-E4. Nótese el perfil bajo del slug, ya que no posee motor principal ni cabina de conducción. Este slug fue construido modificando una locomotora EMD GP-9.

La configuración mexicana consiste en acoplar dos locomotoras diésel-eléctricas en mando múltiple para aumentar la fuerza de tracción, pero la segunda máquina mantiene su motor principal apagado y obtiene la corriente eléctrica para los motores de tracción del generador de la primera máquina. Se la denomina de esta manera por haberse desarrollado en México.

## Principio básico
A bajas velocidades, el motor principal es capaz de generar más electricidad que la que los motores de tracción pueden usar en forma efectiva. La potencia extra puede hacer que las ruedas patinen, e incluso que se sobrecalienten los motores de tracción. La configuración mexicana permite incrementar la cantidad de motores de tracción, aumentando de esta manera la fuerza de tracción y reduciendo la carga en cada motor, evitando de esta manera que se sobrecalienten por un exceso de corriente. La máquina que genera la electricidad se la conoce como "madre" y la que no utiliza su motor principal se la conoce como "slug", en especial cuando carece de dicho motor.
Muchas máquinas se construyen con este propósito, reemplazando el motor principal por grandes bloques de concreto, para aumentar el peso y maximizar la adherencia a las vías. Una opción muy popular es convertir máquinas existentes, aprovechando de esta manera locomotoras que de otra forma serían obsoletas. Las "slug" pueden ser con o sin cabina.

## Usos
Se utiliza esta configuración en tareas de maniobra pesada, o para mover vagones entre una playa de maniobras y otra. En este caso, el slug suele ser sin cabina para permitir una mayor visibilidad al maquinista. A veces suelen ser manejadas por control remoto, sin tener personal a bordo.
Cuando se utiliza la configuración mexicana para mover trenes de línea, el slug también puede servir de ténder a la locomotora madre transportando combustible adicional, y los slug adaptados a esta función, suelen conservar el freno dinámico, característica que se elimina cuando están destinados a tareas de maniobras. A bajas velocidades el slug provee fuerza de tracción adicional, y a medida que la velocidad se incrementa, se desconecta actuando solamente como cabina, si es que se encuentra al frente del tren, o como un simple vagón remolcado si es que se encuentra detrás de la locomotora madre. Durante el frenado, provee capacidad adicional, tanto con el freno de aire como en el frenado dinámico.
- Datos: Q1637331
- Multimedia: Slugs (railroad) / Q1637331